# Козлова (Белоевское сельское поселение)
Козлова — деревня в Кудымкарском районе Пермского края. Входила в состав Белоевского сельского поселения. Располагается севернее от города Кудымкара. Расстояние до районного центра составляет 27 км. По данным Всероссийской переписи населения 2010 года, в деревне проживало 11 человек (8 мужчин и 3 женщины).

## История
По данным на 1 июля 1963 года, в деревне проживало 155 человек. До конца 1962 года населённый пункт входил в состав Карбасовского сельсовета, а в 1963 году деревня вошла в состав Белоевского сельсовета.